# Охотничьи ворота

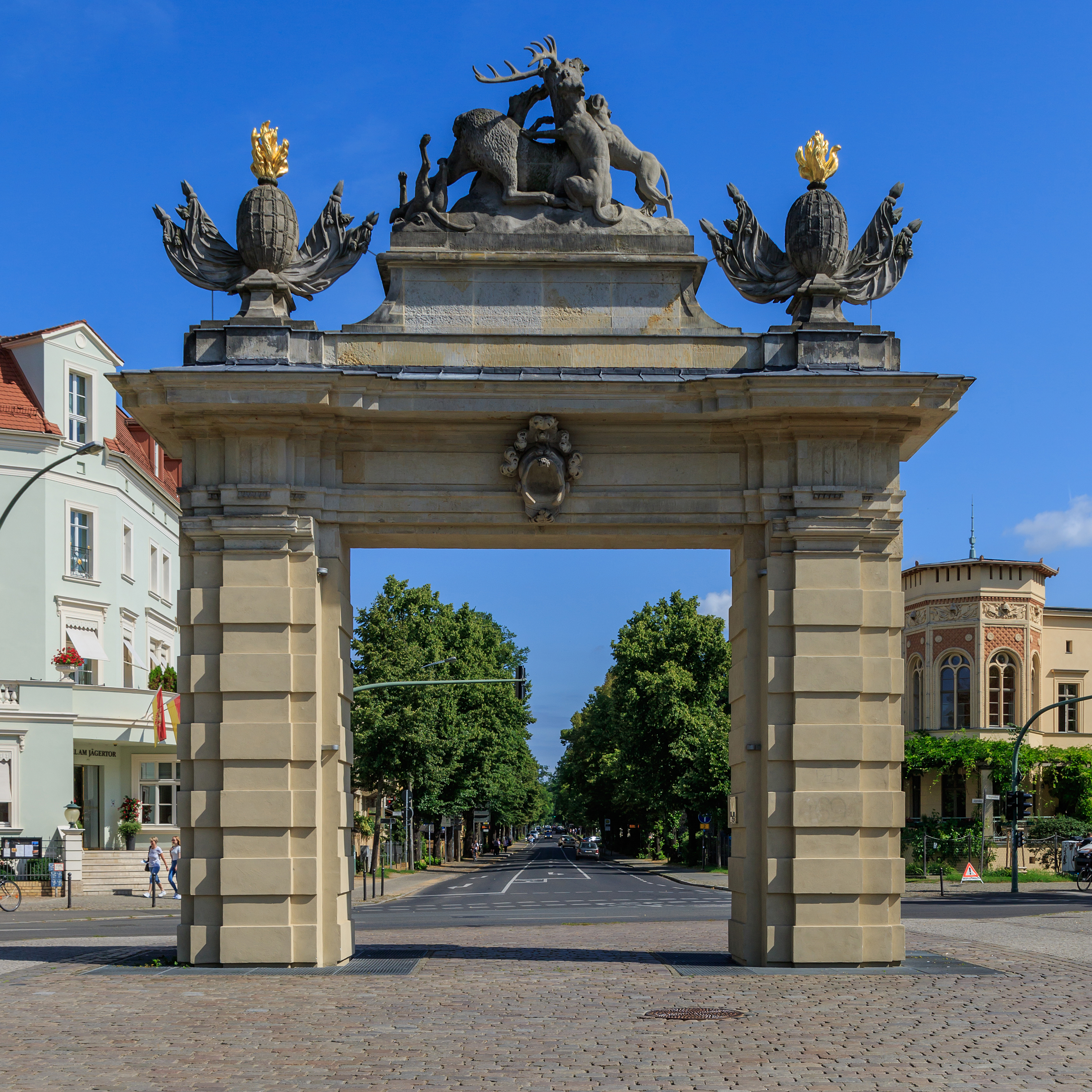
Охотничьи ворота

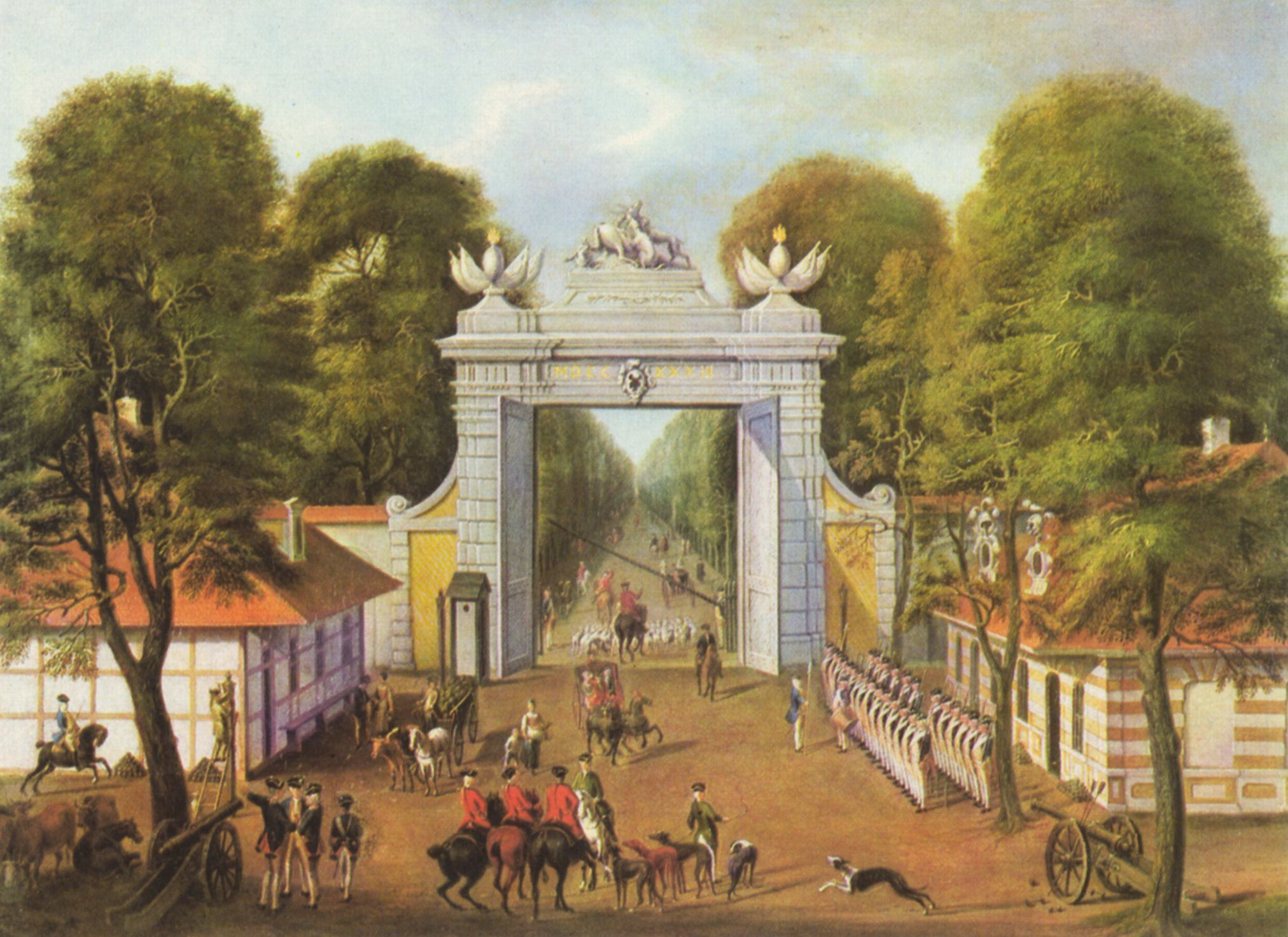
Ворота на картине Дисмара Дегена

Охотничьи ворота (нем. Jägertor) — городские ворота Потсдама, построенные в 1733 году и наиболее старые из сохранившихся до наших дней. Они образуют северный въезд в город, а также служат началом улицы Линденштрассе. Своё название они получили от находившегося за городом курфюршеского охотничьего двора. Первоначально ворота были частью «акцизной» стены, окружавшей город и служившей не как оборонительное укрепление, а как препятствие для солдат-дезертиров и контрабандистов. Линденштрассе пересекала стену наискось, поэтому ворота также находились под углом к стене.
В 1869 году стена была снесена, и с тех пор ворота свободно стоят на небольшой площади. Колонны выполнены в тосканском ордере. Над воротами укреплена скульптурная группа — олень, на которого нападают охотничьи собаки; по бокам от него изображены пылающие гранаты. Таким образом, отражена как связь ворот с охотничьим двором, так и их военная функция. Материалом для архитрава и скульптуры послужил песчаник, а для рустованных колонн — оштукатуренный кирпич.
С южной стороны ворот раньше находились караульная будка и таможенный пункт. Внешний вид ворот того времени запечатлел на масляном полотне придворный художник Фридриха Вильгельма I Дисмар Деген; сегодня эта картина принадлежит Фонду прусских дворцов и садов. Деген сознательно преувеличил размеры ворот, поэтому на картине они выглядят более массивными и впечатляющими, чем в жизни.
Сегодня ворота находятся на бульваре Гегельаллее, проходящем по линии бывшей стены. На плане города чётко видно различие районов, расположенных по разные стороны ворот: на юге — компактная застройка времён Второго расширения города, на севере — свободно раскинувшиеся виллы. Ворота также продолжают быть архитектурной доминантой Линденштрассе.